# Pyramica laticeps
Pyramica laticeps är en myrart som först beskrevs av Brown 1962.  Pyramica laticeps ingår i släktet Pyramica och familjen myror. Inga underarter finns listade i Catalogue of Life.